# E70 (trasa europejska)
E70 – trasa europejska bezpośrednia wschód-zachód.

## Przebieg E70
- Hiszpania
  - A Coruña – Bilbao – San Sebastián
- Francja
  - Bordeaux – Clermont-Ferrand – Lyon – Chambéry
- Włochy
  - Susa – Turyn – Alessandria – Tortona – Brescia – Werona – Mestre – Palmanova – Triest – granica państwowa Sežana - Villa Opicina
- Słowenia – 215 km 
  - autostrada A3 do węzła Divaca,
  - autostrada A1 do Lublany (skrzyżowanie z E57); odcinek od Triestu do Lublany jest wspólny z E61,
  - autostrada A2 do wsi Zagorica,
  - droga krajowa H1 przez Novo Mesto do Šmarjeta,
  - autostrada A2 przez Brežice do przejścia granicznego Obrežje – Bregana
- Chorwacja – 337 km 
  - autostrada A3 przez Zagrzeb (skrzyżowanie z E59, E65 i E71), Okučani (skrzyżowanie z E661), Slavonski Brod, Velika Kopanica (na południe od Ðakova – skrzyżowanie z E73) do przejścia granicznego Bajakovo – Batrovci
- Serbia – 186 km 
  - autostrada M1 przez Sremską Mitrovicę do Belgradu (skrzyżowanie z E75 i E763),
  - droga krajowa nr 1-9 przez Pančevo i Vršac do przejścia granicznego Vatin - Moravita
- Rumunia – 679 km 
  - droga krajowa nr 59 przez Timișoarę (skrzyżowanie z E671),
  - droga krajowa nr 6 przez Lugoj (skrzyżowanie z E673), Drobeta-Turnu Severin (skrzyżowanie z E771), Krajowę (skrzyżowanie z E574), Alexandrię do Bukaresztu (skrzyżowanie z E60 i E81); odcinek Filiași – Krajowa wspólny z E79,
  - droga krajowa nr 5 do przejścia granicznego Giurgiu - Ruse (most na Dunaju); odcinek wspólny z E85

- Bułgaria – 207 km 

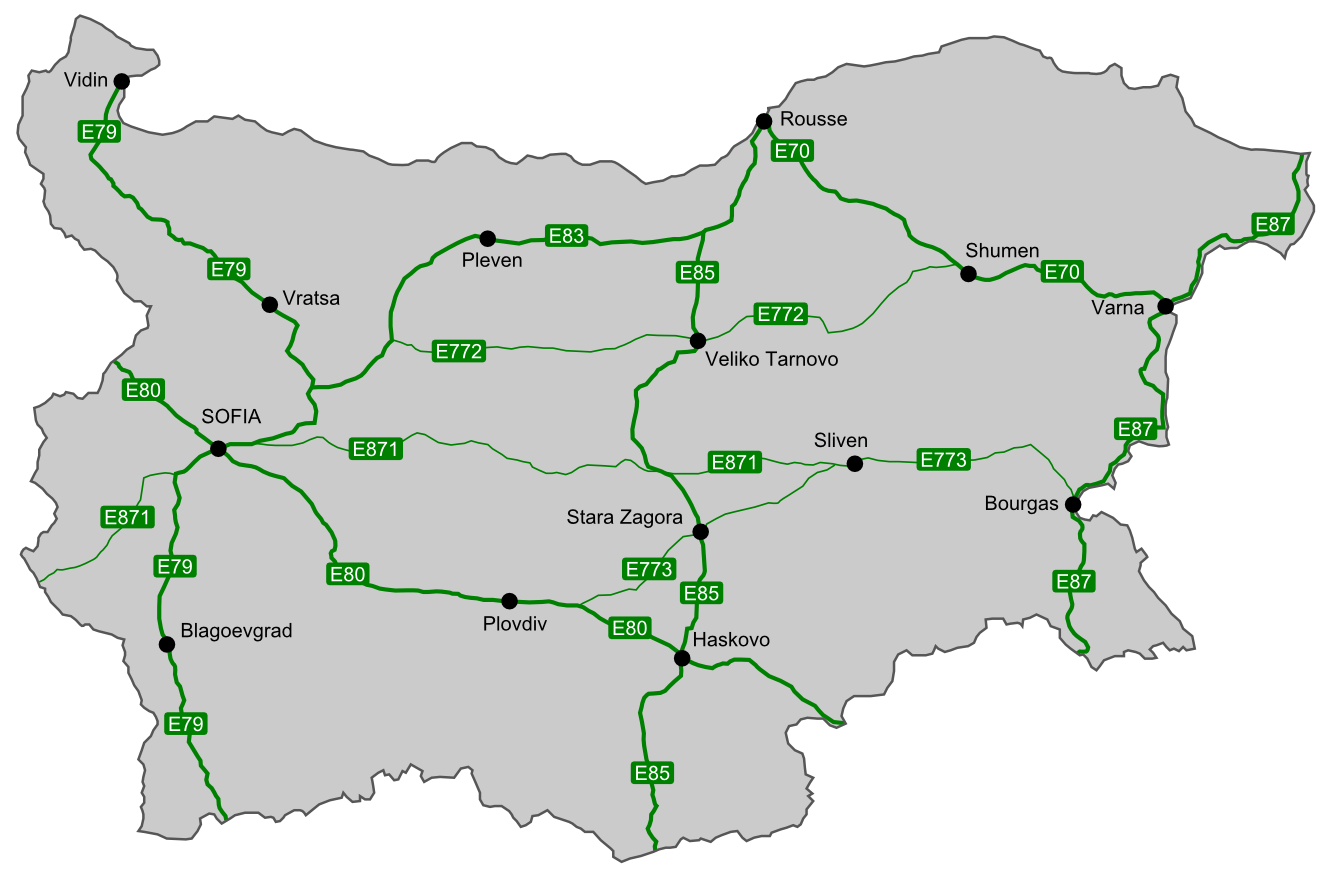
Trasy europejskie w Bułgarii z uwzględnieniem E70

  - droga krajowa nr 2 przez Razgrad i Szumen (skrzyżowanie z E772) do Novi Pazar,
  - autostrada A2 do Warny (skrzyżowanie z E87)
- przeprawa promowa przez Morze Czarne
- Turcja – 498 km 
  - droga krajowa nr 010 z Samsun przez Ordu, Giresun, Trapezunt i Hopa do przejścia granicznego Sarp - Sarpi
- Gruzja
  - Batumi – Poti

## Stary system numeracji
Do 1983 obowiązywał poprzedni system numeracji, według którego oznaczenie E70 dotyczyło trasy: Winterthur — Schaffhausen — Donaueschingen — Tübingen — Stuttgart — Heilbronn — Schwäbisch Hall — Würzburg — Fulda — Hersfeld — Herleshausen.

### Drogi w ciągu dawnej E70
Lista dróg opracowana na podstawie materiału źródłowego
| Szwajcaria       | - droga E70: Winterthur – Andelfingen - autostrada E70: Andelfingen – Schaffhausen – granica z RFN |
| Niemcy Zachodnie | - droga nr 27: granica ze Szwajcarią – Hüfingen – Schwennigen – Tübingen – Stuttgart - autostrada A81: Stuttgart – Würzburg - autostrada A3 (E5): Würzburg – Kitzingen - autostrada A7: Kitzingen – Fulda – Niederaula - autostrada A4: Niederaula – Richelsdorf - droga nr 400: Richelsdorf – Herleshausen |